# Ronald Hamowy
Ronald Hamowy (1937 - 8 de septiembre de 2012) fue un académico, conocido principalmente por sus contribuciones al pensamiento político y social. 
Hamowy nació en Shanghái, China. Su familia era judía, su padre era de Siria y su madre era de Egipto.
Realizó sus estudios universitarios en economía e historia en la Universidad de Cornell y en el City College de Nueva York. En 1960 fue admitido en un programa de doctorado de la Universidad de Chicago y curso su doctorado bajo la supervisión del profesor Friedrich Hayek. Su trabajo postdoctoral lo realizó en el Balliol College teniendo como maestro a Sir Isaiah Berlin.
Regresó a los Estados Unidos en 1968 y trabajo como asistente del director del Programa de Historia de la Civilización Occidental de la Universidad de Stanford.
En el momento de su muerte, él era profesor emérito de Historia Intelectual de la Universidad de Alberta, en Edmonton, Canadá. Hamowy se asoció estrechamente con la ideología política del liberalismo y sus escritos y beca especial dando énfasis en la libertad individual y los límites de la acción del Estado en una sociedad libre. Él está asociado con un número de prominentes organizaciones libertarias estadounidenses, y estaba estrechamente asociado con su viejo amigo y líder estadounidense libertario Murray Rothbard (1926-1995) a partir de mediados de la década de 1950 hasta la muerte de Rothbard en 1995.

## Publicaciones
- Canadian Medicine: a Study in Restricted Entry. Vancouver, B.C., Canadá: Fraser Institute. 1984. ISBN 978-0-8897-5062-3. OCLC 11731646
- Dealing with Drugs: Consequences of Government Control. Lexington, MA: Lexington Books. 1988. ISBN 978-0-6691-5678-2. OCLC 15132227.
- The Political Sociology of Freedom: Adam Ferguson and F. A. Hayek. Cheltenham, UK Edward Elgar. 2005. ISBN 978-1-8454-2108-3. OCLC 59712260.
- Governance and Public Health in America: the Transition from Private Service to Public Agencies. New Brunswick, NJ: Transaction. 2006. ISBN 978-0-7658-0343-6.  OCLC 64625024
- Government and Public Health in America. Northampton, MA: Edward Elgar. 2007. ISBN 978-1-8454-2911-9. OCLC 74968745.